# George Armstrong
George Armstrong (9. august 1944 – 1. november 2000) var en engelsk fodboldspiller, der spillede hele 16 sæsoner, fra 1961 til 1977, som kantspiller hos Arsenal F.C.. Med klubben var han med til at vinde både det engelske mesterskab, FA Cuppen og UEFA's Messebyturnering. Hans i alt 500 ligakampe for Arsenal gør ham til klubbens tredjemest benyttede spiller nogensinde, kun overgået af David O'Leary og Tony Adams.
Inden sit karrierestop spillede Armstrong desuden en enkelt sæson for henholdsvis Leicester City og Stockport County. Herefter forsøgte han sig også som træner, og stod blandt andet i spidsen for Kuwaits landshold.
Armstrong døde den 1. november 2000 i en alder af kun 56 år, efter at være blevet ramt af en hjerneblødning.

## Titler
Engelsk 1. Division
- 1971 med Arsenal F.C.

FA Cup
- 1971 med Arsenal FC

Inter-Cities Fairs Cup
- 1970 med Arsenal F.C.